# La Catalana de Lletres
La Catalana de Lletres war ein Literaturpreis für katalanische Lyrik in den Jahren 2003 bis 2006. Er wurde vom Radiosender Catalunya Cultura veranstaltet und von Catalunya Ràdio und dem Verlag Cossetània Edicions finanziert.
Es konnten Gedichte in katalanischer Sprache von lebenden Autoren eingereicht werden. Stilistische Einschränkungen gab es keine. Jeder Autor konnte bis zu fünf Texte einreichen. Der Wettbewerb wurde durch das folgende Prozedere bestimmt: Jede Woche gingen fünf ausgewählte Gedichte auf Sendung. Von einem Beauftragten wurde festgelegt, welche Gedichte in die Endrunde gelangen sollten. Eine Jury aus anerkannten Persönlichkeiten der katalanischsprachigen Literatur bestimmten die Sieger. Die Gedichte wurden in der Sendung Catalunya Cultura Literatura vorgestellt.
Der Preis umfasste die Veröffentlichung einer Anthologie mit allen Texten der Endrunde sowie einer Auswahl der besten Texte aus den Radiosendungen. Alle Anthologien wurden von Cossetània Edicions gedruckt. Die Jury hielt sich außerdem das Recht vor, die Publikation eines Lyrikbandes mit Gedichten des Siegers zu empfehlen.
La Catalana de Lletres stellte Autoren aus den Katalanischen Ländern vor, wie etwa Òscar Palazón Ferré, Teresa Serramià i Samsó, Joan Albert de la Peña Guasch und Irene Tarrés Canimas, aber auch Autoren aus anderen Ländern, wie etwa den Österreicher Klaus Ebner oder Maridès Soler aus Deutschland.